# 葉西爾區
葉西爾區是哈薩克斯坦的一個區，位於該國北部，由北哈薩克斯坦州負責管轄，面積5,140平方公里，2015年該區人口25,367。